# Ravenna, Texas
Ravenna là một thành phố thuộc quận Fannin, tiểu bang Texas, Hoa Kỳ. Năm 2010, dân số của xã này là 209 người.

## Dân số
- Dân số năm 2000: 215 người.
- Dân số năm 2010: 209 người.